# Puducherry
Puducherry (francuski: Pondichéry, tamilski: புதுச்சேரி / புதுவை; izgovor [▶]), bivši Pondicherry, je savezni teritorij Indije. Bivša je francuska kolonija, koja se sastoji od četiri razdvojene enklave illi okruga, koja su zajedno nazvana pod najvećem, Puducherryju.
U rujnu 2006. god., teritorij je službeno promijenio ime iz Pondicherryja u domaći naziv, Puducherry, što znači "Nova kolonija" na tamilskom jeziku.   Teritorija je nazvana புதுச்சேரி (Putuccēri) ili பாண்டிச்சேரி (Pāṇṭiccēri) na tamilskom ili "Pondichéry" na francuskom, పుదుచ్చేరి (Puduccēri) na teluguu, i പോത്തുച്ചേരി (Pōttuccēri) ili പോണ്ടിച്ചേരി (Pōṇṭiccēri) na malajamskom. Također je poznata i kao Francuska rivijera Istoka (La Côte d'Azur de l'Est). 

## Zemljopis
Puducherry se sastoji od četiri mala razdvojena područja: Puducherry, Karaikal i Yanam na obali Bengalskog zaljeva i Mahé na obali Arapskog mora.  Puducherry i Karaikal su najveći, i oba enklave u Tamil Naduu. Yanam i Mahé su enklave u Andhra Pradeshu i Kerali. Teritorij se prostire na površini od 492 km²: Puducherry (grad) 293 km², Karaikal 160 km², Mahé 9 km² i Yanam 30 km². Ima 900.000 stanovnika (2001).

## Vanjske poveznice
- Official website of the Government of the Union Territory of Pondicherry  Arhivirana inačica izvorne stranice od 9. travnja 2008. (Wayback Machine)
- Pondicherry and its Photos
- About Pondicherry History
- Amazing pictures of Pondicherry
- Poduke or Arikamedu the most ancient Tamil city  Arhivirana inačica izvorne stranice od 8. ožujka 2012. (Wayback Machine)
- Arikamedu is the ancient International Trade Centre in Ariyankuppam, Pondicherry  Arhivirana inačica izvorne stranice od 19. travnja 2008. (Wayback Machine)